# 麻生岬
麻生 岬（あそう みさき、1985年3月8日 - ）は、日本の元AV女優。
東京都出身。ウェーブプロモーション所属。

## 略歴
2005年にAVデビュー。
2006年には紅音ほたる、MIMIとともにケイ・エム・プロデュースの企画レーベル「おかず。」のキャンペーンガール、「チームコギャル」に選ばれた。
2008年7月、公式ブログ上で引退を発表した。
AVグランプリ2008のレズ部門で、出演した『陵辱レズ調教 羞恥と快楽に溺れゆく女達』(U&K)が最優秀賞。賞金100万円。

## 作品

### アダルトビデオ
2005年
- 黒タイツ 女子高生の尻と脚とオマンコ （11月1日、ワンズファクトリー）
- 受精する巨乳若妻 02 （11月4日、映天）
- CAT'SPYE （11月20日、ネクストイレブン）オムニバス作品
- CabaNanGet （11月22日、グローリークエスト）
- スチュワーデスの生SEX 3 （11月26日、コロナ社）
- OFF　SHOT （11月29日、マックス・エー）
- MISSミルクレディブル 麻生岬 （12月9日、GIGA）
- THE 巨乳女子高生 4 （12月10日、ドリームチケット）
- もも尻Fantasista 6 （12月16日（レンタル）/、12月30日（セル）、プラチナソフト）
- レズビアンズ （12月19日、ドグマ）

2006年
- THE 巨乳看護婦 4 （1月10日、ドリームチケット）
- 美脚×ローライズ短パン×露出デート 麻生岬 （1月13日、マルクス兄弟）
- リクルートスーツマニア　VIRTUAL主観 （1月13日 カルマ）
- リモコンバイブの虜 IV （1月17日、プールクラブ）
- 悶々モミモミ!女子高生痴漢バス （1月19日、クロス）
- 催眠バラエティー 催眠術を手に入れた!!〜Hなコトも思いのままにやりたい放題!させたい放題!〜 （2月4日、SODクリエイト）
- 中出し新妻の懺悔 （2月6日、我愛羅） ※岬はるかとして出演
- 咽マンチョ （2月16日、タカラ映像）
- 僕は透明人間!パート3 （2月16日、V&Rプロダクツ）
- 巨乳ギャルを玩具にしよう （3月1日、ワンズファクトリー）
- 私立IP女学院 （3月1日、アイデアポケット）
- ヒロイン討伐 Vol.21 （3月10日、GIGA）
- パイパンマニアックス 私たちのパイパンじっくり見てください （3月13日、カルマ）
- 輪姦中出しRQ調教 （3月13日、マルクス兄弟）
- ふたなりズム2 （3月19日、ドグマ）
- むっちんプリンプリンプリン （4月1日、ワンズファクトリー）
- 彼女のカノジョと*06 麻生岬&柚月ひかる （4月14日、ゴーゴーズ）
- ヌキながら学べるパソコン教室 （4月19日、クロス）
- チンポいたぶり好きで寸止め好きないじめっ子母姉妹に犯される!! （4月19日、ドグマ）
- 淫乱痴女学園2 （5月1日、アイデアポケット）
- キケンな3姉妹。お姉ちゃんたちに犯される毎日 （5月7日、プレミアム）
- 銀河戦隊バトレンジャー Act.03 （5月12日、GIGA）
- パイパン野外羞恥 （5月13日、カルマ）
- 集団痴女コギャル 3 完全版 （5月19日、おかず。（ケイ・エム・プロデュース））
- Age 21歳 （5月19日、クロス）
- 団地妻中出し （5月19日、TMA）オムニバス作品
- 女の浮気心01 （アイエナジー）
- G-cup新人巨乳OL （6月7日、プレミアム）
- スポエロ! パイパン ノーモザイクおまんこ （6月13日、カルマ）
- 素人ギャルズ［LEVEL A］21 （6月13日、ジャパンホームビデオ）共演：オムニバス作品
- ワンピース黒タイツ。 （6月19日、クロス）
- スーパーヒロイン危機一髪!! Vol.05 （6月26日、GIGA）
- 腰を振る女 4〜スチュワーデス （6月30日、冒険ゴリラ）
- 超巨乳Wナース （7月7日、プレミアム）
- CG合成超露出 街中でSEX! （7月19日、クロス）
- メガネ人妻PARADISE （7月19日、クロス）
- 新・奪唇 （7月22日、アロマ企画）オムニバス作品
- 生意気コギャル女子校生痴漢生中出し （7月28日、おかず。（ケイ・エム・プロデュース））
- 絶対興奮 麻生岬 （8月1日、ワンズファクトリー）
- 巨乳の虜[4] （8月4日、タカラ映像）
- 亜熱帯奴隷 レズ調教パラダイス （8月7日、アタッカーズ）
- 巨乳中出し240 XI （8月10日、隼エージェンシー）
- デジタルコカン おっぱい遊戯 麻生岬 （8月13日、マルクス兄弟）
- サイパンでパイパン大運動会 毛あり娘VSパイパン娘 （8月13日、カルマ）
- ネオヤプーズ 2 集団調教ハーレム （9月7日、アタッカーズ）
- 愛しのフェラチーオ4　17人のザーメン中毒 （9月10日、隼エージェンシー）オムニバス作品
- 巨乳ギャル強姦中出し （9月19日、ミスター・インパクト）オムニバス作品
- Les-noir3 肉奴隷調教飼育 （10月7日、アタッカーズ）
- 巨乳濡れマン妻 麻生岬 （10月13日、大蔵映像）
- MOODYZ BEST HIT 12時間 ￥2980　完全撮り下ろし5タイトル （10月13日、MOODYZ）
- 巨乳コギャルズ健康診断 （10月19日、クロス）
- 話題のワイドレンズ使用！ド迫力ハメマンコ （10月19日、クロス）
- エロかわモデル強姦中出し （10月19日、ミスター・インパクト）オムニバス作品
- 素人コギャルHEAVEN 4時間 4 （10月20日、おかず。（ケイ・エム・プロデュース））オムニバス作品
- 透けフェチBODY 麻生岬 （11月1日、ワンズファクトリー）
- HYPER FUNKY GAL&KIMO MENS BERO-BERO CHU-CHU 麻生岬 （11月1日、グローリークエスト）
- 巨乳LOVE4 14人の巨乳ギャルに中出ししたりパイズリ抜きしてもらいました! （11月11日、隼エージェンシー）オムニバス作品
- こだわりの手コキ 4時間SP 2 40人のハンドメイド （11月11日、隼エージェンシー）オムニバス作品
- あの女とヤリたい 麻生岬 （11月19日、ZONE（ゾーン））
- EROTIC 3 （11月19日、アロマ企画）
- 痴女の唇と挑発淫語と接吻 麻生岬 （12月1日、ワンズファクトリー）
- WATER POLE SPECIAL （12月9日、プレステージ）
- オナニスト　第十五章 （12月10日、隼エージェンシー）オムニバス作品
- 制服援●交際240min。 （12月19日、クロス）
- 尻とろニクス 美尻、丸出し姉ちゃん抜きたおし。 Vol.6 （12月19日、ZONE）オムニバス作品
- ゴージャスネイルの極上ギャル☆ ビューティー手コキエステ （12月21日、ディープス）
- 巨乳スイミングスクール　PART. 2 （12月21日、V&Rプロダクツ）
- Glamourous girl （12月29日、デジタルアーク）

2007年
- チョイ不良実行委員会 AVプロダクションの男マネージャーを他のプロダクションの女優さんが無理矢理犯っちゃったビデオin沖縄 （1月1日、V（ヴィ））
- Shake Body Ver.3 （1月10日、AVS）
- 赤面ハレンチ! 女子高生の皆さ〜ん! 「ヌードモデル」をデッサンしてくれませんか。 （1月18日、LADY×LADY）
- RIONと麻生岬のダブル責め痴女 〜学園は大騒ぎスペシャル〜 （1月19日、レアル・ワークス）
- WATER POLE SP 03. （1月19日、プレステージ）
- 巨乳ヒロイン 愛のアンドロイド美少女 MISAKI （1月26日、GIGA）
- Chijyo Service （1月31日、デジタルアーク）
- 揉んで挟んでイキまくり!感じる☆爆乳ダービー! （2月8日、ディープス）
- NO.1美女軍団 女教師 中出し20連発 スペシャル （2月8日、アイエナジー）
- もしもアナタが…こ〜んな巨乳OLだらけなオフィスの社員だったら? （2月13日、カルマ）
- 巨乳美尻 麻生岬 （2月19日、実録出版）
- 童貞の僕が近所の巨乳看護婦がいる病院に入院した。パート4 （2月22日、V&Rプロダクツ）
- 人妻緊縛競泳水着 （2月23日、I.B.WORKS）
- 接吻の輪舞曲 友田真希&麻生岬 （3月10日、AVS）
- 禁断実録同性愛者の館II （4月6日、アウダースジャパン）
- DOKIレズ9 （4月6日、アウダースジャパン）
- RAZZ-MA-TAZZ ラズマタズ 6 （4月10日、ラストラス）
- 競泳水着 CHIJO×BODY （4月10日、AVS）
- 人妻強姦中出し 理不尽に犯され中出しされた巨乳妻 （4月12日、隼エージェンシー）
- 撮影現場で突然台本にないセックスを要求したらモデルはやらせてくれるのか? （4月13日、メディアバンク）オムニバス作品
- Tokyo Girl’s Style EXTRA#01 （4月19日、ZONE）
- 汚ギャルのヤリスギダンス （4月28日、ラハイナ東海）
- キレイなお姉さん方がSEXさながらに男たちと密着エロエロDANCE VOL.3 （5月2日、プレステージ）
- アムステルダムハイ （5月3日、ナチュラルハイ） ※AV OPEN 2007エントリー作品
- 奥さんになってあげる♥ハーレム4時間SP -ドスケベお姉さんに一日中イカサレまくりました- （5月3日、レアル・ワークス）※AV OPEN 2007エントリー作品
- 本物自宅出張SM （5月7日、アタッカーズ）
- RAZZ-MA-TAZZ ラズマタズ 7 （5月10日、ラストラス）
- 逆ナンパ中出し ナンパして中出しさせる8人のギャル （5月12日、隼エージェンシー）オムニバス作品
- 強制フェラ・中出し・アクメ捕虜収容所 （5月19日、ドグマ）
- 高級キャバ嬢プライベート旅情 （6月1日、グローリークエスト）
- 巨乳LOVE VI 1445センチ!総勢16人の巨乳ギャル （6月16日、隼エージェンシー）オムニバス作品
- オナニスト［第十七章］40人のズリマン女 （6月16日、隼エージェンシー）オムニバス作品
- 発情お姉さんに目隠しされて男の性感帯ほじられました （6月21日、ヒビノ）
- ダブルボインに犯されたい! （6月22日、レアル・ワークス）
- 夢の超高級おもてなしハーレムホテル 完全版 （6月22日、おかず。（ケイ・エム・プロデュース））
- ミリオンピンクが捕まってあんなことも!こんなことも!4時間 糸矢めい （6月22日 、ケイ・エム・プロデュース）
- フェラコレ2007夏SP （7月13日、隼エージェンシー）オムニバス作品
- キスマニア Vol.3 （7月19日、ミスター・インパクト）オムニバス作品
- 最強痴女軍団と40歳童貞軍団 （7月20日、レアル・ワークス）
- 素人ギャルをナンパして無理矢理中出ししちゃいました （7月27日、おかず。（ケイ・エム・プロデュース））
- セクシービキニお姉さんの素人チンポ狩りナンパ in 湘南 （8月1日、V（ヴィ））
- 嬢様とメイドの禁断な関係II （8月3日、アウダースジャパン）
- DOKIレズ13 （8月3日、アウダースジャパン）
- 鬼達磨 麻生岬 （8月16日、アイエナジー）
- 緊縛鬼イカセしかも生中出し （8月17日、レアル・ワークス）
- 女子寮 男子解禁 （8月17日、LEO）
- Double Dance Over Drive （8月19日 スタイルアート）
- おげれつ集団ダンス 2 （8月25日 未来・フューチャー）
- ぬるぬるべっとり （9月6日 アイエナジー）
- ダブル痴女で筆おろし （9月18日 レアル・ワークス）
- ダブル責め痴女 逆ナンパスペシャル! （9月18日 レアル・ワークス）
- スパルタレズビアン女子少年院 （9月19日 クロス）
- 女だけのサディスティック天国 02 （9月19日 クロス）
- 覚醒拷問エクスタシー「縛」 （9月20日 ナチュラルハイ）
- 敬語責め （10月5日 ワープエンタテインメント）
- 熟女レズ エロマゾふたなり女流作家 （10月10日 グローバルメディア）
- いやらしい若妻 4 （10月12日 ビッグモーカル）
- 女子高生におもっきりベロチュウされ乳首舐め手コキされちゃいました。 （10月13日 MOODYZ）
- チ●ポは自分でシゴきますから、それ以外の「接吻」とか「乳首責め」とか「亀頭チロチロ舐め」とかのお手伝いは、ぜ〜んぶお姉さんがシテ下さい。 （10月15日 ワープエンタテインメント）オムニバス作品
- 最近見かける派手な巨乳ギャルは、ブログで噂のギャル社長らしい。 （10月23日 WEEKENDER（ウイークエンダー））
- Gカップ93cmの巨乳激揺れFUCK!! （11月1日 ANIMALIJO）
- 女子校生が本気の自画撮りオナニーでチンポディルドをズボズボしてイキまくっちゃいました （11月13日 MOODYZ）
- おねえさん画報 （11月13日 溜池ゴロー）
- 性欲を我慢できない女 変態若妻・痴女の白い肉体 （11月13日 FAプロ）
- 巨乳フードルパラダイス （11月15日 トップワン）オムニバス作品
- 東京露出 （11月16日 映天）
- 人間スプリンクラー!勢いのある射精! 手コキ面接 （11月22日 レイディックス）
- Sフェラギャル 7人のイケイケ痴女ギャルフェラヌキ攻撃 （11月27日 デジタルアーク）オムニバス作品
- 全裸BOOT CAMP （11月30日 TMA）
- 羞恥（仮） （11月30日、LEO）オムニバス作品
- 陵辱レズ調教 羞恥と快楽に溺れゆく女達。 （12月1日 U&K）※AVグランプリ2008 マニアステージステージ エントリー作品
- 今日も何処かで禁親相姦 死んだ女房の代わりは連れ子の娘 亭主はインポ、息子は絶倫 （12月10日 FAプロ）
- 愛奴M 麻生岬 （12月18日 アヴァ）
- 巨乳引越センター （12月20日 V&Rプロダクツ）
- LADYS NONSTOP FuckinHARDCORE （12月20日 LADY×LADY）
- 初めてのアダルトモデル入門（12月20日、SODクリエイト）
- 死ぬほどセックスしたい! （12月25日、デジタルアーク）
- 今日もはたらくエロ姉さん。 2 （12月27日 LEO）オムニバス作品

2008年
- ギロチン凌辱アクメ （1月1日 ワンズファクトリー）
- 陵辱・拘束・絶頂。Burrying （1月7日 桃太郎映像出版）
- 中出しお義母さんが教えてあげる 禁断の義母膣（なか）出し 3時間 （1月11日 ビッグモーカル）オムニバス作品
- レズビアンとKissとエロス 2 （1月14日 LEO）
- 麻生岬とリモコンローターで遊ぼう!! （1月18日、OFFICE K'S）
- アナル全開マン毛丸出し大開脚ハレンチおげれつな尻ダンス （1月19日、スタイルアート）
- ヌギヌギダンス 5 （1月25日 ジャネス）
- ブティックホテル 女教師密室コレクション （2月1日、AVS）
- 輪姦ギャルズ （2月2日、プレステージ）
- 絶対発情 貞操帯の女 （2月15日、大洋図書）
- Mスペシャル 痴女オールスター2008 （2月18日、レアル・ワークス）
- A-ERO×麻生岬 （2月21日、グローリークエスト）
- 絶倫!不良老人 1せがれの嫁も餌食 2家出娘と隠れ家で… 3義理の孫娘に手をつける 4人妻を眠らせて暴行 （2月25日、FAプロ）
- ローションマフィア （2月28日、ゴリラプロジェクト）
- 僕の家庭教師は隣の奥さん （2月29日、ドリームステージ）
- レイプされ陵辱されても潮吹く女達 「やめて〜」と叫びながら尻を振る （2月29日、コロナ社）
- 麻生岬PREMIUM 上巻 M編 （3月5日、麒麟堂）
- 麻生岬PREMIUM 下巻 痴女編 （3月5日、麒麟堂）
- 子供になれる薬 （3月6日、SODクリエイト）
- ヘンリー塚本の世界 色情まみれの人生いろいろ （3月10日、FAプロ）
- 月刊マダム 第十壱号 （3月19日、無敵会）
- 中出し人妻暴行 怒りを膣で受け止めな!! 3時間 （4月11日、ビッグモーカル）
- MOODYZファン感謝祭 バコバコバスツアー2008 超!極乳天国へようこそ!! （4月13日、MOODYZ）
- 拘束椅子連続電マ （4月18日、映天）
- Bad Girl バーチャル痴女 （4月20日、ホットエンターテイメント）
- 美熟女 淫乱M奴OL ［中出し］ （4月20日、ゲインコーポレーション）
- ボディコン・ダンス 1 （4月25日、ジャネス）
- CLUB NAKED 3 【全裸ダンス】 （4月25日、ジャネス）
- SEXにまつわるナマナマしい話し 暴走族・おとし前で輪される女/独身寮の好色まかない婦 （4月25日、FAプロ）
- 昼下がりの犯され妻 10人の奴隷妻 IX （5月10日 隼エージェンシー）オムニバス作品
- 完全アナルM 麻生岬 （5月19日、ドグマ）
- ガングロ女教師ヤリマン乱交ハイスクール! （5月19日、クロス）
- ノーパンパンストミセス （5月25日、サイドビー・制作室）
- 発情 ひっそり激しく息をひそめる性行為 （5月25日、ながえスタイル）
- ヒップシェイクダンス 1 （6月5日、ジャネス）
- MOODYZファン感謝祭 裏バコバコバスツアー 2008 （6月13日、MOODYZ）
- オゲレズ!淫語ダンス!! 4 （6月15日、ジャネス）
- 淫語ノンストップマニアックオナニー（6月19日、クロス）
- 成熟した肉体と卑猥なセックス（6月25日、マドンナ）
- マゾ姉と痴女な妹と僕の近親相姦（7月1日、ワンズファクトリー）
- ヘンリー塚本 愛欲・性欲・肉欲劇場（7月10日、FAプロ）
- デジモバック突きまくり!! 2（7月11日、LEO）
- Finger Job!03（7月25日、映天）
- 燃エル人妻（8月7日 桃太郎映像出版）
- 鼻蟷螂（8月13日、アロマ企画）
- Mドラッグ 女体肉便器・連続強制フェラ・生中出し 麻生岬（8月19日、ドグマ）
- 痴女覚醒。（8月20日、スピンオフ）
- ANIMALIJO 美熟女6人の濃厚セックス4時間 2（9月1日、ANIMALIJO）オムニバス作品
- ピタ透け巨乳マニアックス（9月1日、ワンズファクトリー）オムニバス作品

その他多数の作品に出演。

### 成人映画
- 巨乳人妻（秘）劇場 〜三十路の爆乳輪〜（2008年2月8日 竹書房）

## テレビ
- エロパラNight　（GyaOジョッキー2007年12月25日放送分）[2]